# Monument des Libérateurs de Kuršumlija vis-à-vis des Turcs
Le monument des Libérateurs de Kuršumlija vis-à-vis des Turcs (en serbe cyrillique : Споменик ослободиоцима Куршумлије од Турака ; en serbe latin : Spomenik oslobodiocima Kuršumlije od Turaka) se trouve à Kuršumlija et dans le district de Toplica, en Serbie. Il est inscrit sur la liste des monuments culturels protégés de la République de Serbie (identifiant no SK 943),.

## Présentation
Situé dans le centre-ville, le monument a été érigé en 1878.